# Homewood Canyon
Homewood Canyon – jednostka osadnicza w Stanach Zjednoczonych, w stanie Kalifornia, w hrabstwie Inyo.